# Europacup II hockey vrouwen 1999
De 9de editie van de Europacup II voor vrouwen werd gehouden van 2 april tot en met 5 april 1999 in Terrassa. Er deden acht teams mee, verdeeld over twee poules. Amsterdam H&BC won deze editie van de Europacup II.

## Poule-indeling

### Poule A
- Amsterdam H&BC
- Western Klick Photopoint
- Komunalschik Barnaul
- CD Terrassa

### Poule B
- Dinamo Sumchanka
- Clifton Scottish Life
- HC Vaivorykste-Gintra
- Berliner HC

## Poulewedstrijden

### Vrijdag 2 april 1999
- B Dinamo Sumy - Vaivorykste-Gintra 4-0
- B Berliner - Clifton 4-0
- A Amsterdam - C.D. Terrassa 4-2
- A Western - Komunalschik Barnaul 3-0

### Zaterdag 3 april 1999
- B Dinamo Sumy - Clifton 1-1
- B Berliner - Vaivorykste-Gintra 3-1
- A Amsterdam - Komunalschik Barnaul 15-2
- A Western - C.D. Terrassa 0-0

### Zondag 4 april 1999
- B Dinamo Sumy - Berliner 1-2
- B Clifton - Vaivorykste-Gintra 1-1
- A Amsterdam - Western 5-0
- A Komunalschik Barnaul - C.D.Terrassa 1-8

## Uitslag poules

### Uitslag poule A
1. Amsterdam
2. Terrassa
3. Barnaul
4. Western

### Uitslag poule B
1. Berliner
2. Dinamo Sumchanka
3. Gintra
4. Clifton

## Finales

### Maandag 5 april 1999
- 09.00 3A v 4B Western - Gintra 1-0
- 10.00 4A v 3B Barnaul - Clifton 0-3
- 11.30 2A v 2B CD Terrassa - Dinamo 1-3
- 14.00 1A v 1B Amsterdam - Berliner 3-1

## Einduitslag
1.  Amsterdam H&BC 

2.  Berliner HC 

3.  Dinamo Sumchanka 

4.  CD Terrassa 

5.  Clifton 

5.  Western 

7.  Gintra 

7.  Barnaul 

Mannen:
1990 ·
Terrassa 1991 ·
Vught 1992 ·
Birmingham 1993 ·
Terrassa 1994 ·
Cagliari 1995 ·
Den Haag 1996 ·
Reading 1997 ·
's-Hertogenbosch 1998 ·
Amsterdam 1999 ·
Terrassa 2000 ·
's-Hertogenbosch 2001 ·
Eindhoven 2002 ·
Terrassa 2003 ·
Eindhoven 2004 ·
Lille 2005 ·
Reading 2006 ·
Madrid 2007 

Opgegaan in de Euro Hockey League
Vrouwen:
1991 ·
Vught 1992 ·
Birmingham 1993 ·
Cardiff 1994 ·
Groningen 1995 ·
Rotterdam 1996 ·
Utrecht 1997 ·
Leuven 1998 ·
Terrassa 1999 ·
Keulen 2000 ·
Rome 2001 ·
Ourense 2002 ·
Rotterdam 2003 ·
Laren 2004 ·
Keulen 2005 ·
Edinburgh 2006 ·
Madrid 2007 ·
Parijs 2008 ·
Manchester 2009

Opgegaan in de Europcacup I